# Son Sann
Dans ce nom khmer, le nom de famille, Son, précède le nom personnel.
Son Sann (1911-2000) est un homme politique, ancien Premier ministre cambodgien de 1967 à 1969.
Il fut aussi le chef du FNLPK (Front national de libération du peuple khmer) puis du parti libéral démocratique bouddhiste qui était, dans les années 1980, la troisième composante de l'opposition au gouvernement de Phnom Penh à côté des troupes khmères rouges et de celles fidèles à Norodom Sihanouk.
C'est à ce titre qu'il participa aux négociations qui aboutirent aux accords de Paris de 1991.

## Biographie
Il est né le 5 octobre 1911 à Phnom Penh, dans une famille khmère Krom (minorité khmère du Sud-Vietnam). Son Sann part étudier en France et, après un passage par le collège Saint-Aspais de Melun  puis le lycée Louis-le-Grand, sort diplômé de HEC Paris en 1933. À son retour au Cambodge, en 1935, il sert l’administration française en tant que vice-gouverneur de Battambang puis, en 1937, de Prey Veng. En juin 1939, il quitte l’administration pour s’essayer au monde des affaires. En décembre 1940, il est membre d’une mission économique cambodgienne envoyée à Tokyo pour négocier l’exportation de riz au Japon. À partir de 1941, il est chargé de former le nouveau roi, Norodom Sihanouk dans le domaine de l’économie.

### Au gouvernement
Une fois la paix revenue, il retrouve la fonction publique et, dès 1947, il devient ministre des finances, vice-président du conseil puis, à partir de 1950, ministre des affaires étrangères.  En 1954 c’est en tant que ministre des Affaires étrangères qu’il part représenter le Royaume du Cambodge à la conférence qui aboutit aux accords de Genève, marquant la fin de la première guerre d’Indochine.
De retour, il crée la Banque nationale du Cambodge dont il devient le premier gouverneur en 1955, gardant ce poste jusqu’en 1966 et le cumulant avec ses fonctions ministérielles.
En tout, en une vingtaine d'années, il occupera pas moins de dix-sept postes différents dans des ministères, dont celui de Premier ministre de 1967 à 1969. De plus, le 16 juin 1969, Norodom Sihanouk lui octroie le titre de Samdech Bovor Setha Thippadey « en reconnaissance des services rendus au trône et à la nation ».

### Période de laRépublique khmère
Même s’il n’a jamais vraiment partagé les idées politiques du prince Norodom Sihanouk, lorsque ce dernier est déposé le 18 mars 1970, il décide de quitter le pays pour Paris. En juin 1970, il va à Pékin pour tenter de réconcilier Norodom Sihanouk et Lon Nol qui l’avait déposé. Il poursuivit ses efforts, même après la proclamation en octobre de la République khmère. À la fin de 1971, il avait gagné le soutien de plusieurs diplomates et politiciens cambodgiens, français et chinois. Toutefois, en 1972, le Premier ministre Zhou Enlai rejette l’initiative et Lon Nol y répond en s’autoproclamant président de la République.

### Période duKampuchéa démocratique
Il était revenu en France quand le 17 avril 1975, les khmers rouges s’emparèrent du pouvoir à Phnom Penh. En 1976, il crée et préside l'Association générale des Khmers à l'étranger (AGKE) par laquelle avec l'aide matérielle et financière des Américains, il finance les groupes d'anciens soldats et officiers républicains combattant le régime de Pol Pot.

### Résistance dans leFNLPK
En octobre 1979, alors que les Khmers rouges avaient dû céder le pouvoir à la république populaire du Kampuchéa mise en place par les Vietnamiens, Son Sann fonda le Front national de libération du peuple khmer (FNLPK) d’inspiration républicaine, pour s’opposer au régime de Phnom Penh sans pour autant cautionner un retour des Khmers rouges. Malheureusement cette troisième voie s’avéra peu viable et, dès 1982, il intègre, en tant que premier ministre du Gouvernement de coalition du Kampuchéa démocratique (en), une coalition en exil créée par Norodom Sihanouk et comprenant les Khmers rouges. Toutefois, la faiblesse militaire du FNLPK et le fait de devoir passer sous silence les exactions perpétrées contre ses propres troupes par les Khmers rouges afin de continuer à toucher les fonds du gouvernement chinois conduit à des dissensions dans les rangs du parti; mais Son Sann réussit néanmoins à en conserver la direction politique. Son attitude critique envers le pouvoir en place à Phnom Penh lui valut de prendre part aux négociations qui aboutirent à la conférence de paix sur le Cambodge et à la signature des accords de Paris en octobre 1991.

### Retour à Phnom Penh
Il retourne à Phnom Penh en décembre 1991 et transforme le FLNPK en parti libéral démocratique bouddhiste (PLDB) afin de préparer les élections de mai 1993 qui se tiennent sous l’égide de l’Autorité PROvisoire des Nations Unies au Cambodge (APRONUC). Le parti ne gagne que 10 des 120 sièges de la nouvelle assemblée constituante. Son Sann en est élu président et supervise donc la rédaction de la nouvelle constitution qui fut promulguée en septembre. Après le rétablissement de la monarchie constitutionnelle, Son Sann décide de se retirer de la vie publique et cède son siège de président de l’Assemblée nationale à Chea Sim,.
Norodom Sihanouk pense alors à lui et le nomme, le 26 octobre 1993, conseiller personnel.
La fin de sa vie est marquée par une série d’échecs, entre l’impossibilité d’établir une démocratie pluraliste et l’affaiblissement de son parti qui ne survivra pas aux luttes intestines. C’est sur cette déconvenue qu’il se retira à Paris où il décède d'une crise cardiaque, le 19 décembre 2000.